# Lino Galea
Lino Galea (26 marzo 1976) è un ex calciatore maltese, di ruolo difensore.

## Carriera

### Club
Ha giocato nella massima serie del campionato maltese con varie squadre.

### Nazionale
Con la Nazionale maltese ha giocato 2 partite nel 1997.